# Etióp katolikus egyház
Az etióp katolikus egyház egyike a keleti katolikus egyházaknak.